# La doctora Cole
La doctora Cole (en inglés Matters of Choice) es una novela del autor estadounidense Noah Gordon. Escrito en 1996, es la tercera entrega de la trilogía formada por las anteriores El médico, Chamán y La doctora Cole.
Recibió el Premio Euskadi de Plata en 1995.

## Argumento
Después de un divorcio reciente, la doctora Cole, dedicada completamente a su profesión decide dejar su puesto en Boston y volver a trabajar de médico rural en Woodfield, una localidad en las colinas de Massachusetts en su búsqueda de la satisfacción del pasado.